# دوري الدرجة الأولى الأرجنتيني 1908
دوري الدرجة الأولى الأرجنتيني 1908 (بالإسبانية: Campeonato de Primera División 1908)‏ هو الموسم 17 من دوري الدرجة الأولى الأرجنتيني. أشرف على تنظيمه اتحاد الأرجنتين لكرة القدم، وكان عدد الأندية المشاركة فيه 10، وفاز فيه Belgrano Athletic Club ‏.